# Pteronymia godmani
Pteronymia godmani är en fjärilsart som beskrevs av William Schaus 1913. Pteronymia godmani ingår i släktet Pteronymia och familjen praktfjärilar. Inga underarter finns listade.